# آنیکا
آنیکا روستایی در استان نیانزا، کنیا می‌باشد.